# نیزه خونین در کوه فوجی
نیزه خونین در کوه فوجی (به ژاپنی: 血槍富士 Chiyari Fuji) فیلمی ژاپنی در سبک جیدایگکی به کارگردانی اوچیدا تومو است که در سال ۱۹۵۵ منتشر شد. از بازیگران آن می‌توان به دایسوکه کاتو اشاره کرد.